# サム・フィリップス
サミュエル・コーネリアス・フィリップス（Samuel Cornelius Phillips、1923年1月5日 - 2003年7月30日）は、アメリカ合衆国の実業家、レコード会社重役、音楽プロデューサー、ディスクジョッキー。サム・フィリップス (Sam Phillips) として知られる。1950年代のポピュラー音楽においてロックンロールの登場の一躍を担った。
1940年代から1950年代にかけてプロデューサー、レコード会社オーナー、タレント・スカウトとして活動していた。テネシー州メンフィスにあるサン・スタジオおよびサン・レコードの創立者として最もよく知られている。フィリップスはサンでハウリン・ウルフ、カール・パーキンス、ジェリー・リー・ルイス、ジョニー・キャッシュなどを発掘したが、1954年、エルヴィス・プレスリーを発掘したことが最大の功績であった。また彼はこの時代のリズム・アンド・ブルース、ロックンロールの数々のスターとも関わりがあった。1969年、フィリップスはサンを売却した。またフィリップスはホテル・チェーンのホリデイ・インの初期の投資家でもあった。人種差別撤廃を支持し、音楽業界での人種の壁の撤廃に尽力した。

## 生い立ち
アラバマ州フローレンスの貧しい小作農家の8人きょうだいの末っ子として生まれた。幼少の頃、両親および黒人労働者と共に綿花を摘んでいた。農場で労働者達が歌っていたことが若いフィリップスに多大な影響を与えた。1939年、家族と共にテキサス州ダラスの牧師に会いに行く道中、当時メンフィスの音楽の中心地であったビール・ストリートに立ち寄った。後にフィリップスはこの時のことについて「完全にとりこになった」と語った。
フローレンスの旧コフィー高等学校に入学し、学校のマーチング・バンドに参加した。当時彼は刑事事件弁護士を志望していた。しかし1941年、世界恐慌のあおりを受けて父は破産して亡くなり、母とおばの面倒を見るため高校を中退した。家計を助けるため、フィリップスはグロッサリー・ストア、後に斎場に勤務した。

## レコード会社の設立
1940年代、フィリップスはアラバマ州マッスル・ショールズのラジオ局WLAYでディスクジョッキーおよびエンジニアとして勤務した。フィリップスによると、このラジオ局の白人黒人関係なく曲を流す「オープン・フォーマット」が後のメンフィスでの彼の業務に多大な影響を与えた。1945年から4年間、ラジオ局WRECでアナウンサーおよび音響技師として勤務した。
1950年1月3日、フィリップスはテネシー州メンフィスのユニオン通り706番地にメンフィス・レコード・サービスを開業した。メンフィス・レコード・サービスではアマチュア音楽家に演奏をさせ、B.B.キング、ジュニア・パーカー、ハウリン・ウルフなどを輩出し、フィリップスは彼らを大きなレコード会社に売り込んだ。音楽だけでなく、フィリップスは結婚式や葬式などのイベントを録音して売っていた。1952年からメンフィス・レコード・サービスで自身のレコード・レーベルのスタジオとしても機能するようになった。
フィリップスはジャンルを問わなかった。彼はブルースにも興味があり、「ブルースとは、白人黒人問わず人生はいかに難しいかそしていかに素晴らしいかを考えさせる。ブルースは音楽でありながら、祈り、諭す。毎日毎日やって来る困難を取り除く」と語った。
音楽評論家のピーター・グラルニックなどによると、フィリップスがレコーディングした19歳のアイク・ターナーが作曲しリードしていたジャッキー・ブレンストン&デルタ・キャッツの『Rocket 88 』が最初のロックンロールのレコードとされている。このレコードは1951年、イリノイ州シカゴのレコード会社チェス/チェッカーから出版された。1950年から1954年、フィリップスはジェイムズ・コットン、ルーファス・トーマス、ロスコ・ゴードン、リトル・ミルトン、ボビー・ブランドなどの音楽をレコーディングした。B.B.キング、ハウリン・ウルフなどは初めてのレコーディングをフィリップスのスタジオで行なった。フィリップスはハウリン・ウルフが最初の最大の発掘であり、エルヴィス・プレスリーはその次とみなしていた。
16年間で226枚のシングルをレコーディングし、当時のロックンロールのレコード会社で最多であった。

## 新人の発掘
フィリップスとプレスリーは新しい音楽の形を形成した。フィリップスはプレスリーについて「エルヴィスはバラードも歌うし、それはとても素晴らしい。エルヴィスとロイ・オービソンはどちらも泣けるバラードを歌う。しかしもしエルヴィスをバラードでデビューさせていたら、エルヴィス・プレスリーはここまで売れていなかっただろう」と語った。
フィリップスは「新たな独特なアーティストの育成、音楽業界の自由性、まだ売れていない歌手を世に送り出すためにふらりとやって来た」と語った。
プレスリーはフィリップスのスタジオでアーサー・クルダップの『ザッツ・オール・ライト』をレコーディングし、最初はメンフィスで、その後アメリカ合衆国南部で大きな成功をおさめた。1954年にプレスリーはフィリップスのオーディションを受けたが、この曲を歌うまではフィリップスはプレスリーからそれほどの大きな印象を受けなかった。最初の6ヶ月、ビル・モンローのブルーグラスをアップビートにしたB面の『Blue Moon of Kentucky 』が『ザッツ・オール・ライト』よりやや人気があった。南部以外では知られていなかったが、プレスリーのシングルと彼の成功はサン・レコードの目玉となり、その後すぐに地域を越えた人気となった。ソニー・バージェス(『My Bucket's Got a Hole in It 』)、チャーリー・リッチ、ジュニア・パーカー、ビリー・リー・ライリーがサンでレコーディングを行なってヒットし、ジェリー・リー・ルイス、B.B.キング、ジョニー・キャッシュ、ロイ・オービソン、カール・パーキンスは大スターとなった。
地域的に人気となったにもかかわらず、1955年半ばまでにフィリップスのスタジオは経済危機に陥り、11月に2万5千ドルをつけたアトランティック・レコードより高額な3万5千ドルをつけたRCAレコードにプレスリーとの契約を売却した。プレスリーとの契約の売却交渉中、パーキンスの『ブルー・スエード・シューズ』が全国的な大ヒットとなった。
1950年代終盤、プレスリーとの契約を売却してから多くのアーティストが彼の元を離れ、メンフィスの音楽業界での地位を取り戻すことができなくなった。
これまでの経験を活かし、RCAビクターでプレスリーの育成担当となった。スティーブン・H・ショールズがRCAへ移籍後のプレスリーの公式プロデューサーであったが、プレスリーはフィリップスから学んだやり方で多くの曲を演奏していった。
フィリップスはオープン・スタイルを採用しており、ミュージシャン、特にプレスリーを育成する上での洞察力があり、発掘して長所を活かして可能性を引き出した。またアーティストがいつ最高の演奏ができるのかを感じ取るセンスを持っていた。フィリップスは技術的完璧さよりも感覚を大事にレコーディングをしていた。フィリップスはプレスリーに完璧にしようとするなと語った。フィリップスは常に自分にとっての完璧/未完全を考えていた。これは技術的なことではなく、曲の感覚や感情をいかに完璧に伝えるか、技術的に未完全であっても曲に命を吹き込むことを重要視していた。
フィリップスはプレスリーのレコーディングで革新的技術を試した。当時の多くのレコーディングではヴォーカルの音量を上げていた。しかしフィリップスはプレスリーの音量を抑え、伴奏とマッチさせた。またテープ・ディレイでエコーがかかるようにした。フィリップスの技術を知らなかったRCAは『ハートブレイク・ホテル』のレコーディングで同様のエコーを再現することができなかった。サン・レコードの音を再現する試行錯誤の過程でRCAはスタジオの誰もいない広い廊下でエコーを作り出そうとしたが、フィリップスが作り出したサン・レコードのような音にはならなかった。
プレスリーがサン・レコードにやって来た時には彼のバンドはなかった。フィリップスはプレスリーにはリズム・ギターが必要と考え、リード・ギター奏者にスコティ・ムーア、ベース奏者にビル・ブラックを選んだ。ドラム奏者のD・J・フォンタナを加えたこの選択は、フィリップスがプレスリーとの契約をRCAに売却した後でさえも『ハートブレイク・ホテル』、『ハウンド・ドッグ』、『Don't Be Cruel 』などロックンロール史上最大のヒット曲を何曲も生み出した。
ロックンロール黎明期のフィリップスの重要な役割は1954年12月4日、『ミリオン・ダラー・カルテット』で実証された。フィリップスのスタジオでジェリー・リー・ルイスがカール・パーキンスのレコーディング・セッションのピアノを弾いていた。プレスリーが不意に立ち寄り、フィリップスはジョニー・キャッシュを呼び入れて4人の即興セッションをリードさせた。
フィリップスはこの4人に、最初にゴールド・レコードを獲得した者にキャデラックを無償で与えると約束し、カール・パーキンスが獲得した。この出来事はドライヴ・バイ・トラッカーズの2004年のアルバム『The Dirty South 』に収録された曲『Carl Perkins' Cadillac 』に描かれている。
1960年代中盤、フィリップスはあまりレコーディングを行なわなくなった。サテライト・スタジオを建て、ラジオ局を開設したがスタジオは下降を始め、1968年、サン・レコードをシェルビー・シングルトンに売却した。

## WHER
1955年10月29日、フィリップスはラジオ局WHERを開設した。当時の他のラジオ局同様、女性アナウンサーを1人だけ採用する予定でオーディションを行なったが、ほとんどの女性が合格した。放送開始数日前に彼女達はそれが「オール・ガール・ラジオ」となることを知った。ほとんどの役職に女性が就いた、全米初の女性ラジオ局となった。

## その他のビジネス
フィリップスは投資で財を築いた。ロイ・スコットと共に後に全米展開する新しいチェーン・ホテルのホリデイ・インの最初の投資者の1人となった。プレスリーとの契約を3万5千ドルでRCAに売却した直後のことであり、何年かかけてホリデイ・インでその金額を何倍にもした。また子会社としてフィリップス・インターナショナルとホリデイ・イン・レコードの2つのレコード会社を創立した。どちらも成功に結びつかず、1960年代、サンをシェルビー・シングルトンに売却することになってしまった。
またメンフィスにサン・スタジオ・カフェを所有していた。うち1つはモール・オブ・メンフィスに位置していた。
フィリップスと家族はアラバマ州フローレンスにWQLT-FM、WSBM、WXFLなどのラジオ局を所有および操業するビッグ・リヴァー・ブロードキャスティング社を創立した。

## ロックの殿堂
1986年、ロックの殿堂の最初の殿堂入り者の1人となり、そのジャンルへの貢献の先駆者としてロカビリーの殿堂にも認められた。彼は演奏者ではない者で初めて殿堂入りした。1987年、アラバマ音楽の殿堂にも殿堂入りした。1991年、グラミー賞特別功労賞理事会賞を受賞した。1998年、ブルースの殿堂に、2001年10月、カントリー・ミュージック殿堂に殿堂入りした。

## 後年および死
2003年7月30日、テネシー州メンフィスにある聖フランシス病院で呼吸器不全で亡くなった。オリジナルのサン・スタジオがアメリカ合衆国国定歴史建造物に認定される前日、また元同僚ジョニー・キャッシュが9月12日に亡くなる数週間前であった。フィリップスはメンフィスの記念公園墓地に埋葬された。

## 映画への登場
1979年の映画『Elvis 』でチャールズ・サイファースが、1989年の映画『Great Balls of Fire! 』でトレイ・ウイルソンが、2005年の映画『ウォーク・ザ・ライン/君につづく道』でダラス・ロバーツが、2005年のCBSのミニシリーズ『Elvis 』でティム・ギニーが、1993年『タイムマシーンにお願い』のエピソード『Memphis Melody 』サム・フィリップスの役を演じた。
1981年の映画『This Is Elvis 』では息子のノックス・フィリップスが彼の役を演じた。
2000年、A&Eテレビジョン・ネットワークで彼の人生および彼が関わったロックンロールの始まりについてのドキュメンタリー『Sam Phillips: The Man Who Invented Rock'n'Roll 』が放送された。
またジョニー・キャッシュのドキュメンタリー『My Father and the Man in Black 』にも登場する。

## 参照
- Foster, D. Wayne. retrieved from 2008 audio interview recording; http://www.HolidayInnRecords.com.

- Guterman, Jimmy (1998). “Sam Phillips”. In Paul Kingsbury, editor. The Encyclopedia of Country Music. New York: Oxford University Press. p. 414

- Olsen, Eric P. "Founding Father: Sam Phillips and the Birth of Rock and Roll." The World and I May 2001: 79. ProQuest. Web. 22 Oct. 2009.

- "Sam Phillips." Rock and Roll Hall of Fame and Museum. Rock and Roll Hall of Fame and Museum, Inc., 2007. 22 Oct. 2009. <>.

- Talevski, Nick. "Sam Phillips." The Unofficial Encyclopedia of the Rock and Roll Hall of Fame.  Pop Culture Universe. ABC-CLIO. 22 Oct. 2009. <http://pop.greenwood.com/document.aspx?id=GR0032-3491>.